# Оберотербах
Оберотербах (њем. Oberotterbach) општина је у њемачкој савезној држави Рајна-Палатинат. Једно је од 74 општинска средишта округа Зидлихе Вајнштрасе. Према процјени из 2010. у општини је живјело 1.205 становника. Посједује регионалну шифру (AGS) 7337059.

## Географски и демографски подаци
Оберотербах се налази у савезној држави Рајна-Палатинат у округу Зидлихе Вајнштрасе. Општина се налази на надморској висини од 192 метра. Површина општине износи 15,4 km². У самом мјесту је, према процјени из 2010. године, живјело 1.205 становника. Просјечна густина становништва износи 78 становника/km².